# الخطوط الملكية المغربية الرحلة 630
رحلة الخطوط الملكية المغربية 630 (بالإنجليزية: Royal Air Maroc Flight 630) هي رحلة لنقل الركاب على متن طائرة من نوع إيه تي آر 42، تحطمت يوم 21 أغسطس 1994، وذلك بعد حوالي عشر دقائق من إقلاعها من مطار المسيرة في أكادير بالمغرب. وقتل جميع الركاب وأفراد الطاقم الذين كانوا على متن الطائرة والبالغ عددهم 44 ،و بعد التحقيق تمكن المحققون من التأكد من أن الطيار هو السبب وراء هذا الحادث فقد أراد الانتحار وتعمد تحطيمها مع كل المسافرين ومع أفراد الطاقم كذلك. ويُعد هذا الحادث أسوأ حادث جوي يقع لطائرة من نوع إيه تي آر 42 والتي تصنع في كل من فرنسا وإيطاليا.